# Фрадков, Павел Михайлович
Павел Михайлович Фрадков (род. 3 сентября 1981, Москва) — российский государственный деятель. Заместитель Министра обороны Российской Федерации с 17 июня 2024 года, генерал-майор (2024). Действительный государственный советник Российской Федерации 1 класса (2016).

## Биография
Родился 3 сентября 1981 года в Москве.
Отец — Михаил Ефимович Фрадков (род. 1950), директор Службы внешней разведки Российской Федерации (2007—2016), Председатель Правительства Российской Федерации (2004—2007). Мать — Елена Олеговна, по образованию экономист. Старший брат Пётр Фрадков (род. 1978) — банкир и управленец, председатель ПАО «Промсвязьбанк» с 2018 года.
Начинал учиться в Санкт-Петербургском Суворовском военном училище, после первого года обучения был переведён в Московское Суворовское военное училище, которое окончил в 1998 году. В 2003 году окончил Академию ФСБ России по специальности «юриспруденция». В 2005 году окончил факультет мировой экономики Дипломатической академии МИД России по специальности «мировая экономика».
С 2005 года — на государственной службе. Работал 3-м секретарём Департамента общеевропейского сотрудничества Министерства иностранных дел Российской Федерации, затем, до августа 2012 года — на службе в Федеральной службы безопасности Российской Федерации.
С 2012 по 2015 год — заместитель руководителя Федерального агентства по управлению государственным имуществом.
С 21 мая 2015 года по 17 января 2021 года — заместитель Управляющего делами Президента Российской Федерации. С 18 января 2021 года по 17 июня 2024 года — первый заместитель Управляющего делами Президента Российской Федерации.
Указом Президента Российской Федерации от 17 июня 2024 года № 525 назначен заместителем Министра обороны Российской Федерации. В этой должности курирует вопросы управления имуществом, земельными ресурсами, строительства объектов для нужд Минобороны России и народного хозяйства.
Указом Президента Российской Федерации от 9 декабря 2024 года № 1060 присвоено воинское звание генерал-майор. 
Владеет английским и французским языками. Женат. Двое детей.
Действительный государственный советник Российской Федерации 1 класса. 
Награждён орденом Почёта и ведомственными наградами. Отмечен Благодарностью Президента Российской Федерации (2024).

## Санкции
14 февраля 2025 года, из-за российского вторжения на Украину, внесён в санкционный список Великобритании. 13 июня 2025 года включён в санкционный список Канады лиц, которые по данным «Фонда борьбы с коррупцией», поддерживали нападение на Украину, либо извлекали выгоду от войны.